# Hiromi Amada
Hiromi Amada (în japoneză 天田 ヒロミ; n. 10 mai 1973) este un luptător profesionist de kickboxing și boxer la categoria supergrea, din Gunma, Japonia, luptător în circuitul de lupte K-1.

## Biografie
Hiromi Amada a debutat in K-1 în 1999 cu o victorie obținută la decizie împotriva lui John Wyatt.În primul său turneu, la K-1 Spirits 1999, el a ajuns in finală, unde l-a întâlnit pentru prima data pe cel ce avea sa fie rivalul său din Japonia, Musashi.Acesta i-a administrat prima înfrângere din circuit.
Amada a luptat împotriva unora dintre cei mai mari luptatori ai circuitului K-1: Andy Hug, Jerome le Banner, Mike Bernardo, Mirko Filipovic, Michael McDonald, Mark Hunt și Ray Sefo.Apogeul carierei sale în circuitul K-1 a fost reprezentat de câștigarea turneului K-1 Beast 2004, disputat la Shizuoka, Japonia.

## Titluri
- Kickboxing
  - Campion K-1 World Grand Prix 2004 în Japonia
- Box amator 
  - 1996 Campion al Japoniei la Campionatele Naționale
  - 1996 Câștigator al Întâlnirii Naționale Atletice, la Fukushima